# Conill de bosc
El conill de bosc (Oryctolagus cuniculus) és un mamífer de l'ordre Lagomorpha i de la família dels lepòrids que es caracteritza per tenir un cos cobert d'un pelatge espès i llanut, de color terrós pàl·lid a gris, té el cap ovalat i els ulls grossos. Té orelles llargues de fins a 7 cm i una cua molt curta. Les seves potes anteriors són més curtes que les posteriors. Amida de 33 a 40 cm. No presenta dimorfisme sexual.
Per diferenciar-lo de la llebre, amb la que coincideix en la seva àrea de distribució europea, són útils la major mida de les llebres (sobretot la llebre europea, no tant la llebre ibèrica), el cap més ovalat del conill amb les orelles proporcionalment més curtes, i el major desenvolupament de les potes posteriors de la llebre comparades amb les davanteres.

## Biologia
A la natura el període de reproducció va des del març fins al setembre. La femella pot donar a llum de 4 a 5 cries cada part. Pot tenir fins a 4 parts per any. El període de gestació de les cries és de 30 a 40 dies. L'esperança de vida del conill de bosc és d'uns 5 a 9 anys, es poden reproduir a partir de quan tenen 5-8 mesos i són adults amb un any.
La seva alimentació és essencialment vegetal: herba, fruites, hortalisses, fulles, fruits del bosc i ocasionalment fongs. Per augmentar l'aportació proteica, practica la cecotròfia: ingereix un tipus especials d'excrements, provinents del cec, igual que fan els altres lepòrids i alguns rosegadors. Aquests excrements, en passar dues vegades pel tracte digestiu, alliberen molt millor els nutrients presents als vegetals.
Els conills viuen en colònies i presenten un patent comportament territorial. Pel marcatge del territori fan servir sobretot senyals olfactius que produeixen amb glàndules en diferents parts del cos, però sobretot a sota la mandíbula. Al centre del territori hi ha el cau comunitari, que és una estructura subterrània complexa que va creixent amb el pas del temps i les generacions. Aquest cau serveix de refugi a la colònia i hi ha també les cambres de cria de les femelles dominants. Les femelles joves, en canvi, crien en petites lludrigueres independents, formades per un túnel i una cambra, que les femelles amaguen bé i visiten un cop al dia.

## Distribució
Actualment, la seva àrea de distribució abasta el nord d'Àfrica i tot Europa fins a Rússia, sent introduït en molts llocs del continent amb motius cinegètics. Al llarg de la història també ha estat dut a l'estat de Washington (Estats Units), Xile, Sud-àfrica i Austràlia, on els conills asilvestrats, que ja foren introduïts amb la First Fleet, s'han convertit en la principal plaga del país a causa de l'absència de depredadors i competidors naturals. A les Illes Balears és una espècia introduïda en l'època talaiòtica.
Per intentar erradicar-lo es va introduir la malaltia de la mixomatosi a Austràlia el 1950, amb una bona efectivitat, si més no durant els primers anys, mitigant així les conseqüències ecològiques que havia causat la introducció del conill. Quan el 1952 es va introduir a França, va delmar igualment les poblacions europees. Ara bé, el conill és un element important a les cadenes tròfiques dels ecosistemes mediterranis ibèrics perquè serveix d'aliment a molts predadors. En especial, els conills formen una gran part de la dieta d'alguns predadors escassos com el linx ibèric i l'àliga imperial ibèrica, i en menor mesura l'àliga daurada, de manera que la pràctica desaparició del conill de bosc per causa de la mixomatosi va posar en un perill molt important la supervivència d'aquestes espècies, ja anteriorment amenaçades.
A l'edat mitjana es va domesticar el conill domèstic a partir del conill de bosc.

## Evolució
L'origen evolutiu d'Oryctolagus cuniculus sembla situar-se a la península Ibèrica. Les restes més antigues del gènere Oryctolagus s'han descobert al jaciment del Pliocè mitjà de Layna (Sòria, Castella) i han estat atribuïdes a l'espècie O. laynensis (López-Martínez, 1977). En el Pliocè superior, a França i a Itàlia, es troba O. lacosti (Pomel, 1853), un conill de grans dimensions amb certs caràcters de llebre. Tanmateix, l'actual O. cuniculus derivaria probablement de l'espècie O. giberti (De Marfà, 2008), una espècie del Plistocè inferior i mitjà del llevant ibèric, descendent de O. laynensis.

## Estat de conservació
El 10 de desembre de 2019, la Unió Internacional per a la Conservació de la Natura (UICN) va fer pública la seva Llista Vermella d'Espècies Amenaçades durant la Conferència de l'ONU sobre el Canvi Climàtic (COP25) que tenia lloc a Madrid. Aquesta revisió considerava que la varietat de conill silvestre havia empitjorat des de 2008, quan havia estat qualificada com a «gairebé amenaçada». La situació del conill europeu (Oryctolagus cuniculus) havia decaigut, tot i estar molt estesos, ja que havia experimentat un declivi prou notori a la península Ibèrica i el sud de França (les seves àrees de distribució natural) que n'agreujaven la seva qualificació. Tot i l'alta capacitat de reproducció, aquesta no va ser prou com per a compensar ni la introducció humana de malalties víriques que afectaven l'espècie (la mixomatosi i la malaltia hemorràgica, la qual havia provocat la disminució de les poblacions fins al 70% en la darrera dècada) ni la degradació del seu hàbitat a causa de l'agricultura intensiva. Això desencadena una sèrie de problemes mediambientals, en tractar-se d'una espècie clau, i aquest declivi arrossega també molts altres estrats dels ecosistemes, ja que fins a 40 espècies en depenen per a alimentar-se.